# Зилке Шойерман
Зилке Шойерман (на немски: Silke Scheuermann) е германска писателка, авторка на стихотворения, романи, разкази и книги за деца.

## Биография
Зилке Шойерман е родена на 15 юни 1973 г. в Карлсруе. Завършва гимназия с матура и следва театрознание и литературознание във Франкфурт на Майн, Лайпциг и Париж.
Пише лирика и проза, която е публикувана в многобройни антологии и литературни списания.
Дебютира през 2001 г. със стихосбирката „Денят, в който чайките пееха двугласно“ („Der Tag an dem die Möwen zweistimmig sangen“). През 2007 г. излиза романът ѝ „Часът между деня и нощта“ („Die Stunde zwischen Hund und Wolf“), за който е отличена с поощрение към наградата „Гримелсхаузен“. През 2009 г. получава стипендия на „Villa Massimo“ в Рим.
Шойерман пише редовно коментари за литературното списание „Фолтекст“ под заглавие „Лирически момент“. За поетическото си творчество получава през 2014 г. възлизащата на 20 000 евро награда „Хьолти“.
През 2016 г. е удостоена с наградите „Бертолт Брехт“ и „Роберт Гернхарт“.
До 2008 г. Зилке Шойерман живее във Франкфурт, а след това в съседния град Офенбах на Майн.
Член е на немския ПЕН клуб.

## Награди и отличия
- 2001: „Награда Леонс и Лена“ der Stadt Darmstadt
- 2003: Literaturstipendium Lana
- 2003: Stipendium Künstlerdorf Schöppingen
- 2004: Stadtschreiberin in Beirut
- 2004: Literaturstipendium Villa Aurora, Los Angeles
- 2004: Stipendium der Kunststiftung Baden-Württemberg
- 2005: Dresdner Stadtschreiberin
- 2005: „Награда Херман Хесе“ (поощрение)
- 2006: Studienaufenthalt in der Casa Baldi in Olevano Romano bei Rom
- 2006: Stipendium Künstlerdorf Schreyahn
- 2006: New York-Stipendium Deutscher Literaturfonds
- 2007: „Награда Гримелсхаузен“ (поощрение)
- 2008: „Награда Георге Конел“
- 2009: Stipendium Villa Massimo
- 2009: „Награда Дросте“ (поощрение)
- 2012: Stipendium Goethe-Institut Villa Kamogawa, Kyoto
- 2012: Poetikdozentur: junge Autoren der Hochschule RheinMain, WS 2012/13
- 2013/2014: Stipendium des Internationalen Künstlerhauses Villa Concordia in Bamberg
- 2014: „Награда Хьолти“[4]
- 2014: Stipendium im Rahmen des Hausacher Leselenz
- 2016: „Награда Бертолт Брехт“
- 2016: „Награда Роберт Гернхарт“ für das Lyrikprojekt Zweites Buch der Unruhe
- 2017: Georg-Christoph-Lichtenberg-Preis, für ihr literarisches Gesamtwerk unter besonderer Berücksichtigung ihres Romans Wovon wir lebten
- 2018: Frankfurter Poetikvorlesung